# Kerry Hore
Kerry Hore (ur. 3 lipca 1981 w Hobart) – australijska wioślarka, brązowa medalistka olimpijska, mistrzyni świata.

## Osiągnięcia
- Mistrzostwa Świata – Mediolan 2003 – czwórka podwójna – 1. miejsce[2].
- Igrzyska Olimpijskie – Ateny 2004 – czwórka podwójna – 3. miejsce[2].
- Mistrzostwa Świata – Gifu 2005 – jedynka – 7. miejsce[2].
- Mistrzostwa Świata – Monachium 2007 – dwójka podwójna – 9. miejsce[2].
- Igrzyska Olimpijskie – Pekin 2008 – czwórka podwójna – 6. miejsce[2].
- Mistrzostwa Świata – Bled 2011 – dwójka podwójna – 2. miejsce[2].